# غار ایوب

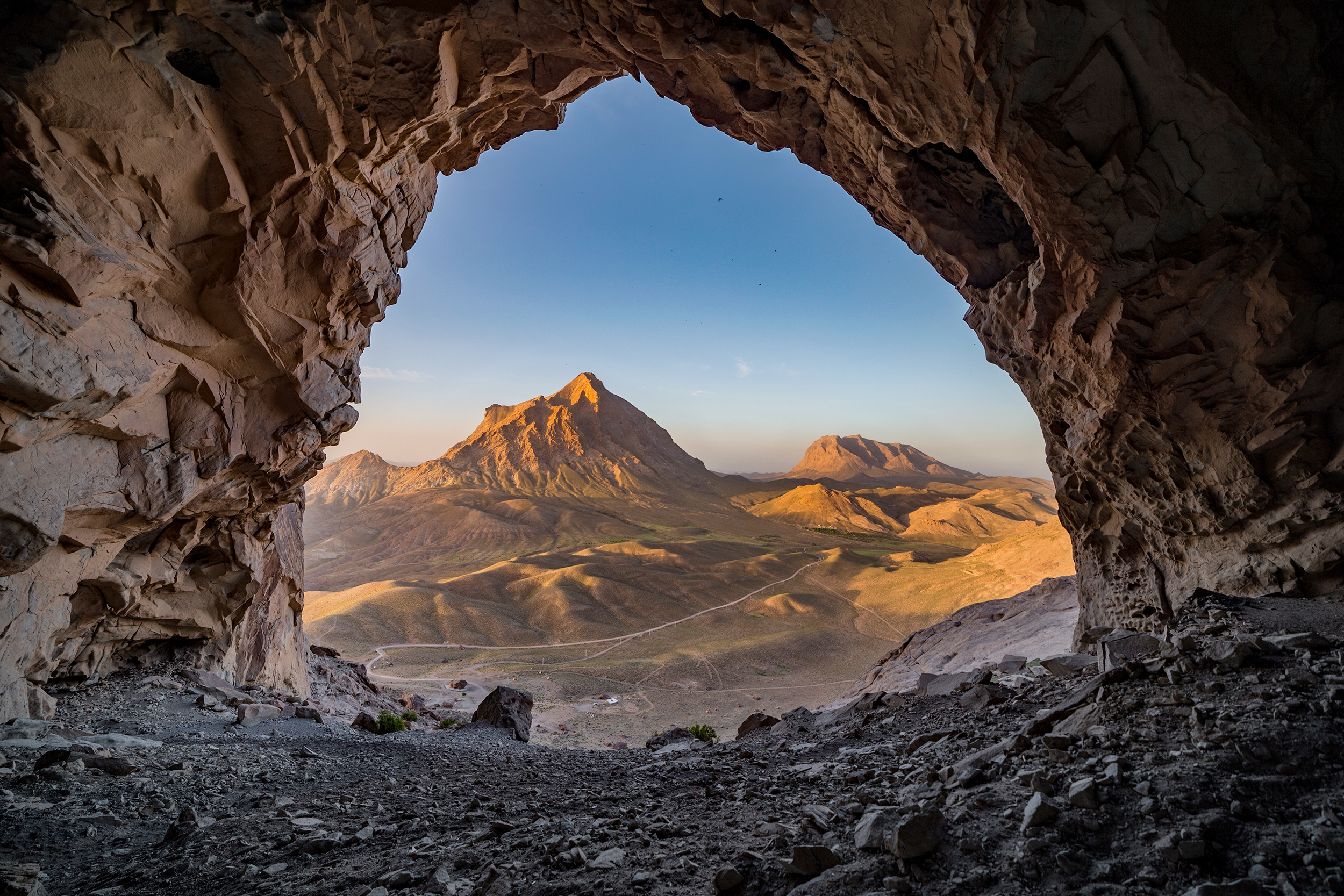
نگاره‌ای از درون غار ایوب در دهج، استان کرمان، ایران. غار ایوب در فهرست آثار ملی ایران به ثبت رسیده‌است.

غار ایوب، غار و زیارتگاهی در کوه ایوب است. این غار در جنوب شرقی شهر دهج، در شهرستان شهربابک استان کرمان قرار دارد، و در فهرست آثار ملی ایران به ثبت رسیده‌است.
کوه ایوب، کوهی آذرین با ساختار سنگی داسیت–آندزیت است. ارتفاع این کوه۳٤١٠ متر است، و غار در ارتفاع ۲۸۷۶ متری قرار دارد. پهنای دهانهٔ غار ٩٨متر، و ارتفاع آن ٦٨متر وعمق آن٢٠٠ متر است. این دهانه، بزرگترین دهانهٔ غارهای آذرین ایران است، و آن را نتیجهٔ انفجار حاصل از برخورد آب و گدازه‌های آذرین داسیتی می‌دانند. پس از تشکیل دهانهٔ غار؛ اختلاف دما و رطوبت باعث خردشدگی سنگها شده، و عمق غار افزایش یافته‌است. فرسایش باد نیز با کوبیدن ماسه به دیواره‌ها، حفره‌هایی لانه‌زنبوری را در دیوارهٔ غار به‌وجود آورده‌است.